# Jón Þór Ólafsson

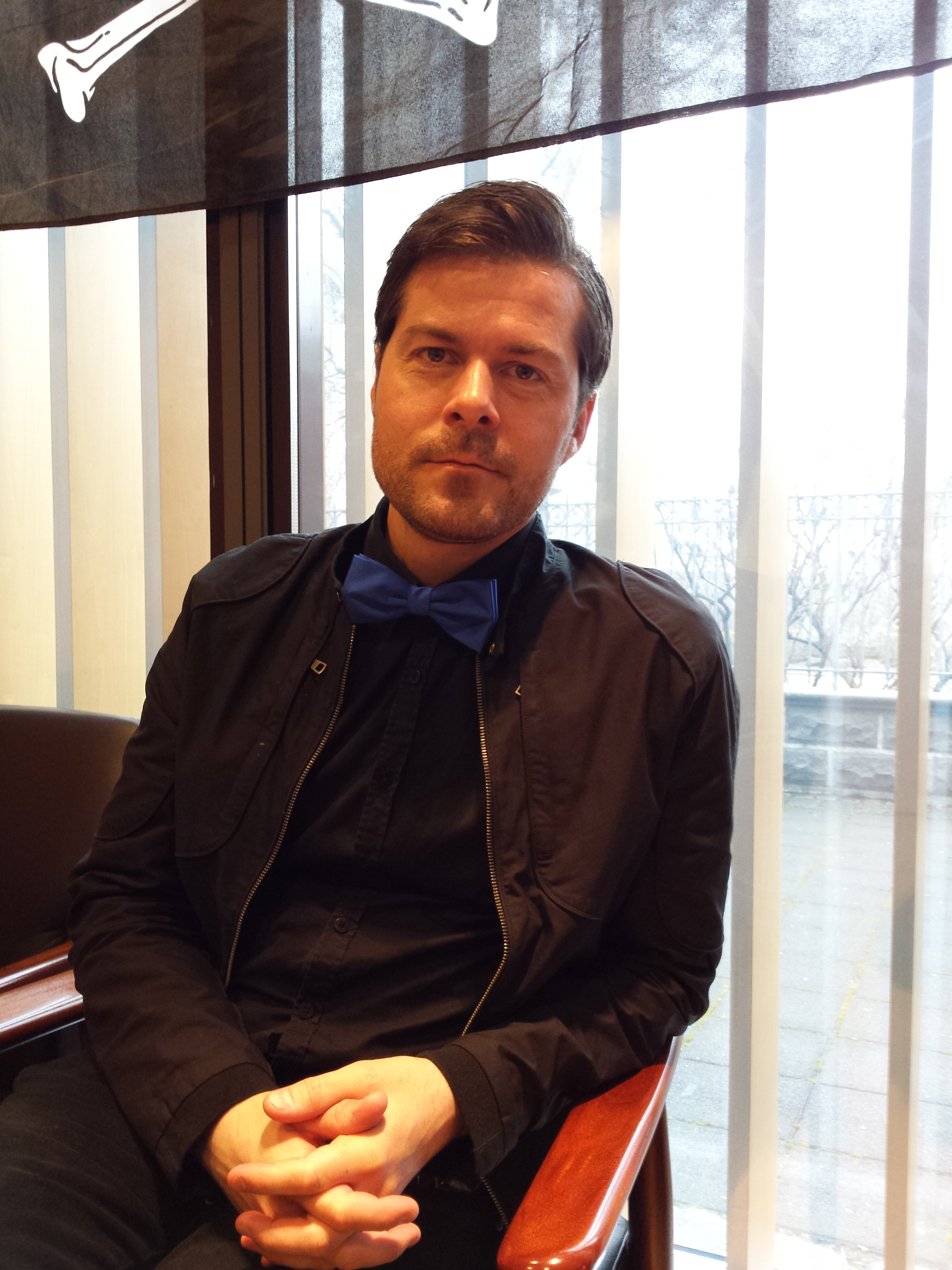
Jón Þór Ólafsson

Jón Þór Ólafsson (Reykjavik, 13 maart 1977) is een bedrijfskundestudent aan de Universiteit van IJsland en lid van het Allding (het IJslandse Parlement) voor de Piratenpartij. Hij is lid van het IJslands parlement sinds de verkiezingen van 2013, waarin zijn partij van 0 naar 3 zetels steeg. Jón Þór Ólafsson vertegenwoordigt het kiesdistrict Reykjavik-Zuid.